# SPARKLE/アロハ・オエ・ブルース
「SPARKLE/アロハ・オエ・ブルース」は、日本のア・カペラ ヴォーカルグループ、SMOOTH ACEの8枚目のシングル。2021年10月27日に OUT OF TUNE / JET SET からリリースされた7インチレコード。

## 解説
2007年制作の未発表音源集『Unreleased：Out of Tune Years』収録曲で、2002、2003年に録音したカバー曲音源。山下達郎「SPARKLE」、ピチカート・ファイヴ「アロハ・オエ・ブルース」の2曲が収録されている。

## 収録曲
1. SPARKLE
作詞・作曲：山下達郎
2. アロハ・オエ・ブルース
作詞・作曲：小西康陽

## パーソネル
重住ひろこ、岡村玄、平慎也、李眞姫（vo, cho）

## 品番
JS7S307